# گرابوف نووه
گرابوف نووه (به لهستانی:  Grabów Nowy) یک روستا در لهستان است که در گمینا گرابوف ناد پیلیتسان واقع شده‌است. گرابوف نووه ۱۸۰ نفر جمعیت دارد.